# Frumoasa (rivier)
De Frumoasa is een 20 km lange rivier in het District Harghita in Roemenië. De rivier stroomt onder meer door de gemeente Frumoasa en mondt uit in de rivier Racu ter hoogte van de plaats Gârciu (deel van de gemeente Racu). De Frumoasadam ligt in deze rivier.
- Virtual International Authority File: 315141416